# Alakemlékező textilanyagok
Az alakemlékező textilanyagok (más szóval: formamemóriás vagy alakmemóriás textíliák) olyan textilipari termékek, amelyek képesek egy, az eredetitől eltérő, ideiglenesen programozott alakot rögzíteni, és külső ingerek hatásra eredeti alakjukat ismét visszanyerni. Ez a tulajdonság többször is ismételhető. E tulajdonságuk eléréséhez speciális, alakemlékező szálasanyag felhasználására, vagy olyan utólagos kezelésre van szükség, amely szokványos szálasanyag használata mellett biztosítja az alakemlékező tulajdonságot a kelmének.
Alakemlékező tulajdonságú textilanyagokkal elérhető, hogy az eredetitől eltérő alak pl. hőre (hidegre ill. melegre), fényre, nedvességre, a pH-érték vagy az elektromos tér ill. mágneses tér megváltozására – akár ezek kombinácóira is – térjen vissza eredeti alakjára. Ezzel a módszerrel egy textília ill. a belőle készült termék alakját, esztétikai megjelenését (mintázatát, fényét, színét), viselési tulajdonságait (fogását, nedvességfelvevő képességét, légáteresztő képességét stb.), lehetővé teszi egy sebhely gyógyulásának figyelését és védelmét, a kelme anyagában elhelyezett gyógyszerkapszula felszabadítását stb. Mindez az ún. intelligens textíliák előállításában jelentős tulajdonság.
Alakemlékező tulajdonságokkal fémötvözetek és műanyagok (polimerek) is elláthatók. A textilipar számára elsősorban ez az utóbbi csoport fontos, mert egyrészt a szintetikus szálasanyagok is valójában vegyi úton, mesterségesen előállított polimerekből álló műanyagok, amelyek készülhetnek alakemlékező tulajdonságokkal, másrészt a textilkikészítésben is alkalmazhatók olyan polimerek a textíliákon, amelyek alakemlékező hatásukkal a textília valamely tulajdonságát befolyásolják.

## Alkalmazási területek
Az alakemlékező textilanyagok nagy lehetőségeket kínálnak az intelligens textíliák és ruházati termékek körében. Bár a gyakorlati megvalósításnak vannak még problémái, lehetséges előnyei nyilvánvalóak és ezért világszerte jelentős kutatási tevékenység folyik ezen a téren, amelyek eredményei már az ipari gyakorlatban is megjelennek.
Az alakemlékező textilanyagok alkalmazása egyre több területen megtalálható. Aktuátorként használhatók például a lágy robotika számára (ezek a merev anyagok és a darabos mozgások helyett puha, a természetben előforduló mozgások imitációját végzik), ahol az elektromos aktuátorok részben helyettesíthetők más ingerek által vezérelt alakemlékező anyagokkal. Hasonlóképpen nagy érdeklődésre tartanak számot az intelligens ruházatban való alkalmazások, ahol a kelmék részeinek méretének vagy orientációjának megváltoztatásával az emberi testre gyakorolt különböző nyomás alkalmazását teszik lehetővé, ami a sporttól a sebellátásig, a levegő- és vízgőzáteresztő képesség módosítására szolgáló területek megnyitásáig vagy lezárásáig, vagy egyszerűen csak a nagy gyűrődés-visszanyeréssel rendelkező ruhák előállításáig lehet hasznos. Fontosak az orvosbiológiai alkalmazások, ahol például a sztentek számára előnyös lehet, hogy kisebb alakban beilleszthetők a testbe, és a kívánt pozícióban meghosszabbíthatók vagy tágíthatók.
Végül pedig az alakemlékező textilanyagok új lehetőségek széles skáláját kínálják a textil- és ruházati tervezésben különböző térhatású díszítések előállítására és azok valamilyen küldő hatásra történő megváltoztatására.

## Alakemlékező polimerek

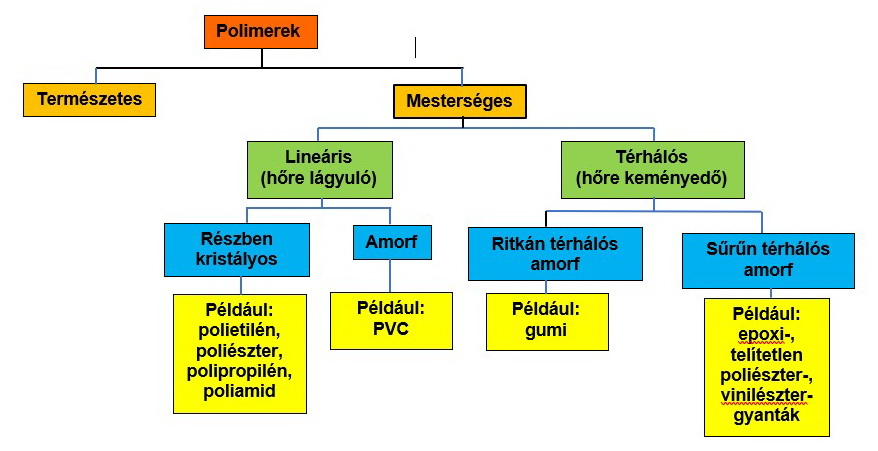
A polimerek csoportosítása

Számos polimer mutat alakemlékező tulajdonságokat. Az alakemlékező polimerláncokban kemény és a lágy szakaszok váltakoznak. Az egymás melletti kemény szakaszok szabályos kristályszerkezetet alkotnak és hidrogénkötésekkel kapcsolódnak egymáshoz. A lágy szakaszok szerkezete ezzel szemben más: az üvegesedési átmeneti hőmérséklet alatt (Tg) amorf szerkezetet mutatnak. Ezek a szakaszok kovalens kötésekkel kapcsolódnak a kemény szakaszokhoz. Az alakemlékező képesség akkor jó, ha a kemény szakaszok aránya 25–40% között van. Az üvegesedési hőmérséklet alatti állapotban a polimer kemény és erősebb, az üvegesedési hőmérséklet feletti állapotban azonban rugalmas, gumiszerű, alakítható. Ha azonban a polimert ismét az üvegesedési hőmérséklet alá hűtik, újra visszanyeri eredeti, a deformációt megelőző állapotát.
Alakemlékező tulajdonsággal több polimer fajta is felruházható. Textilipari alkalmazásban leggyakrabban poliuretánt (PU), polietilént (PE) és polietilén-tereftalátot (PET) használnak erre a célra.

## Alakemlékező polimerek alkalmazása a textiliparban
Az alakemlékező polimerek különböző tulajdonságokkal rendelkeznek.
Az ilyen szálakból készült fonalakból a hagyományos textilipari eljárásokkal (szövés, kötés, fonatolás, nemszőttkelme-gyártás) készítenek kelméket és azokból készre gyártott textiltermékeket (ruhákat és műszaki vagy egészségügyi, gyógyászati textíliákat). Az alakemlékező tulajdonság kihasználható a termék formájának, térbeli mintázatának, méretének, terjedelmének, vagy valamilyen más fizikai tulajdonságának (pl. légáteresztő képességének, vízfelvevő képességének) átmeneti és visszafordítható módosítására és ezzel hozzájárulhatnak a viselési kényelem javításához is.
Az alakemlékező szálasanyagok mellett textilipari termékeknél gyakran alkalmaznak ilyen tulajdonságú filmeket textilkelmére laminálva, vagy alakemlékező polimert valamely kelme bevonására kenési eljárással is.
Aszerint, hogy az alakemlékezés milyen inger hatására alakul ki egy polimerben, többféle típust különböztetnek meg:
- Hőhatásra reagáló alakemlékezés. – A hő- és nedvességszabályozó ruházat a viselési kényelem szempontjából rendkívül fontos és ebben az alakemlékező polimerek alkotta szálasanyagokból készült textíliák nagy segítséget tudnak nyújtani. A vízgőzáteresztő képesség az emberi test hőmérsékletével együtt szabályozható. A polimer üvegesedési hőmérséklete (Tg) fölött a polimer molekulaszerkezete fellazul és ezzel elősegíti a pára és a hő átáramlását. Ha azonban a testhőmérséklet az üvegesedési hőmérséklet alá süllyed, a molekulaszerkezet ismét zártabbá válik és megakadályozza a hő- és nedvességveszteséget. Így az ilyen anyagból készült ruházat alkalmas a stabil testhőmérséklet fenntartására.

A hőhatásra reagáló alakemlékező polimerek egy másik alkalmazása a textília alakváltozásának visszafordítható előidézése. Bár egy szál alakemlékező hatását alapvetően a szál hosszának változásának tekintik, de ez az alakemlékező textíliákba való beépítés után – a környezeti hőmérséklet változásával – számos formát ölthet: hajlítás, zsugorodás és vastagságnövekedés, amit a kelmeszerkezetek határoznak meg. Az ilyen szálakból gyártott ruhadarabok megfelelően képesek illeszkedni viselőjük testéhez, anélkül, hogy – például az elasztánszálakkal ellentétben – jelentősebb szorítóerőt gyakorolnának a viselőre. Az alakemlékező szálakból készült, jobb komfortérzetet nyújtó kelme különösen alsóruházathoz és kevésbé szorító zoknikhoz használható. Egy másik alkalmazásban gyűrődések kisimulását lehet előidézni. Alakemlékező polimerekkel telített vagy bevont és az üvegesedési hőmérséklet fölött – ez esetben testhőmérséklet fölött – meggyűrődött kelme levétel után kihűlve ismét kisimul, azaz például nem kell kivasalni.
- Nedvesség hatására reagáló alakemlékezés. – Alakemlékező polimerekkel való kezeléssel elérhető, hogy a textília felületén a szálak alakjának nedvesség hatására történő megváltozásával a felületen apró, mikro- vagy nanoméretű szemcsék keletkezzenek, ami lótusz-effektust hoz létre: megakadályozzák a vízcseppek ellaposodását, megtapadását, ehelyett gömbölyűek maradnak és leperegnek a felületről. Az ilyen kelmék például a kezeletlen kelmékhez képest sokkal könnyebben tisztíthatók.
- Hőre reagáló alakemlékezés. – Ezeket általában úgy állítják be, hogy vagy az üvegesedési átmeneti hőmérsékleten, vagy az olvadási hőmérsékleten váltsák ki hatásukat (ez az ún. kiváltási hőmérséklet). A kiváltási hőmérséklet akár a testhőmérséklet körül is beállítható, ami alkalmassá teszi az ilyen anyagokat olyan textilipari alkalmazásokhoz, mint például a mechanikai tulajdonságok vagy a forma változásának programozott visszafordítása. Ilyen például a hidrogéllel kezelt pamutszövet, amely képes a nedves levegőből nagy mennyiségű vizet felvenni, ami később a kiváltási hőmérsékletnél magasabb hőmérsékleten ismét ki tud szabadulni.

Az ilyen anyaggal bevont textíliák visszafordítható duzzadást/zsugorodást (hidratálást/dehidratálást) és a textíliában jó vízgőzáteresztő képességet mutatnak. Ezek a tulajdonságok lehetővé teszik hőmérséklet-érzékeny higroszkópos szövetek, hőmérséklet-érzékeny dezodoráló szálak és hőmérséklet-érzékeny tápanyagszállító szövetek létrehozását.
- Fényre válaszoló alakemlékezés. – A fényre válaszoló polimerek különösen vonzóak a különböző textilipari alkalmazások számára. Számos ilyen polimert fejlesztettek ki és alkalmaznak. Aktiválásukhoz azonban speciális hullámhosszú fényre van szükség, ami kétségtelenül korlátozza a ruházati termékekben való gyakorlati alkalmazásukat. Egy ilyen polimerrel a kezelt textília látható fénnyel való besugárzás hatására alakváltozásokra képes, például gyűrődései kisimulnak.
- A pH-értékre válaszoló alakemlékezés. A pH-értékre válaszoló, stimuláló hatású hidrogéllel kezelt textíliák felhasználásával készült bőrápolási termékek hidratáló, fehérítő, fényesítő, sőt öregedésgátló hatásúak az emberi bőrre nézve. Egy ilyen textília reagál az emberi test hőmérsékletére és így hőmérsékletre reagáló hordozóanyagként is használható bőrtápláló anyagok, illatanyagok, dezodoráló anyagok, vagy akár gyógyszerek emberi bőrre történő szabályozott felszabadítására.

## Alakemlékező fémötvözetek alkalmazása textíliákban
Az alakemlékező polimerek mellett az alakemlékező fémötvözeteknek is van jelentőségük a textíliák körében, a textília alakváltozásának szabályozásában.
Az alakemlékező fémötvözetek képesek egy előzetesen definiált alakot megfelelő hőfolyamatok hatására ismételten felvenni. Több ilyen ötvözet ismert, de ezek közül a legismertebb a nikkel-titán (elem) (NiTi, Nitinol) ötvözet. Az alakváltozás folyamata ezeknek az ötvözeteknek az anyagszerkezetében a kristályszerkezet átrendeződésével magyarázható: a kristályszerkezetben hőmérséklet-változással és mechanikai terheléssel kiváltott átrendeződés, azaz fázisátalakulás következménye. Azt a hőmérsékletet, ahol a fázisátalakulás bekövetkezik, átalakulási hőmérsékletnek nevezik. Az alakemlékező Nitinol ötvözetek viszonylag nagy (7–8%) deformációra és nagyszámú – akár 100 000) ismétlésre képesek.
Nitinol ötvözetből huzalokat, rugókat, lemezeket és csöveket készítenek, amelyekkel általában különböző szerkezeteket mozgatnak. Felhasználási területeiket főleg a járműiparban, a robotokban és az orvostechnikai eszközökben találjuk meg, de textíliákban is alkalmazásra is találtak.
A szövés, kötés, nemszőttkelme-gyártás, varrás és hímzés egyaránt lehetővé teszi a vékony huzalok beépítését vagy hozzáadását a kelméhez. Ehhez többnyire szálakkal burkolt, néhány tized vagy század milliméter vastagságú, alakemlékező anyagú huzalokat használnak. Az ilyen, hőhatásra reagáló huzalokat intelligens ruházati termékekben, lakberendezési textíliákban (függönyökben, intelligens szobai válaszfalakban stb.), térbeli mintázási hatások elérésére vagy méretváltoztatási célokra alkalmazzák. Például Nitinol-huzalból készült rúgók hővédő ruházatba való integrálásával lehetővé válik a szövetrétegek közötti légrés módosítása és ezzel a hőszigetelés fokozása. Egy másik alkalmazásban a ruhaujj szövetébe integrált alakemlékező fémhuzal felmelegedéskor megrövidíti azt, a környezet lehűlésekor pedig a ruha ujja ismét megnyúlik – ezzel javítva viselőjének közérzetét hőmérsékletváltozáskor.